# Lester Randolph Ford
Lester Randolph Ford (Missouri, 25 de outubro de 1886 — Charlottesville, 11 de novembro de 1967) foi um matemático estadunidense.
Pai do também matemático Lester Randolph Ford Junior.
De 1942 a 1946 foi editor do American Mathematical Monthly, e presidente da Mathematical Association of America de 1947 a 1948.
Seu nome é perpetuado no círculo de Ford e no Prêmio Lester R. Ford.